# Microsoft Anti-Virus
Microsoft Anti-Virus (MSAV) fue un programa antivirus que Microsoft incorporó al sistema operativo MS-DOS a partir de la versión 6.0 en 1993, y que apareció por última vez en la versión 6.22. Fue una versión reducida del Central Point Antivirus (CPAV) de Central Point Software Inc. (más tarde adquirido por Symantec en 1994 e integrado en Norton Antivirus).
La primera versión de MSAV fue bastante rudimentaria, no tenía facilidad de actualización, y solo podía detectar alrededor de 1000 virus, aunque con una actualización lanzada en 1996 alcanzaba los 2.371 virus.
Microsoft Anti-Virus para Windows (MWAV), incluido como parte del paquete, podía ejecutarse bajo Windows 3.x. Alcanzó notoriedad al detectar Windows 95 como un virus, lo cual fue embarazoso para Microsoft.

## Características
Las dos versiones que fueron lanzadas de MSAV tenían varias características en común; la estrategia de MSAV de «Detectar y limpiar» podía detectar 1,234 virus. Otras características incluían la detección de virus de sector de arranque y caballos de Troya, que eran amenazas típicas en aquel momento.
El programa también tenía una característica de suma de verificación que permitía detectar cambios en los archivos.